# ねこシス
『ねこシス』（neko sis）は、伏見つかさによる日本のライトノベル。イラストはかんざきひろが担当している。『電撃文庫MAGAZINE』（アスキー・メディアワークス）にて、2009年1月号から2009年7月号にかけて連載され、電撃文庫より2009年10月に単行本が刊行された。
妖怪が人知れず実在しているという設定の現代日本を舞台に、人間に化けるための術を会得して人間の少女としての生活を始めたばかりの三女を軸として、人間社会と交わって暮らす猫又（猫の姿をした妖怪）の4人姉妹の日常を三人称小説の体裁で描く。

## ストーリー
猫又の一族にあって例外的に人間社会との関わりを捨てずにいる東雲一家、その三女である東雲美緒は、人間に対して否定的な同族たちの反対を押し切る形で、何年間も習得に失敗していた「人化の術」をようやく会得する。それは実質的には猫としての生き方を捨てて人間として生まれ変わるという術でもあり、東雲一家の家長として彼女に術を授けた東雲かぐらからは、美緒が7日間だけ人間としての生活を体験した後、もし辛い思いをして人間社会に失望するようなことがあれば、彼女のためにも人化の術を解き、人間としての記憶を消去して猫としての生活に戻るようにと言われている。
人間界のアニメやゲームに傾倒する次女の東雲千夜子、人間のことが大好きな四女の東雲鈴といった姉妹に囲まれて、当初は歩くことや食べることにすら四苦八苦しつつ、全てが目新しい人間としての生活を送り始めた美緒は、猫でも人間でもない自分の立ち位置に悩む千夜子の恋愛観との軋轢や、鈴の人間観を決定づけた彼女の親友である西園ひかりとの出会い、そして猫を虐待する人間の飼い主との対決といった出来事を経験していく。美緒は7日間に渡る人間としての生活を通して、これまで享受してきた猫としての自由な生き方とは異なる、人間社会の複雑なしがらみやものの考え方を体験していき、そこから得た結論をもとに、その後の身の振り方を選択することになる。

## 登場人物

### 東雲家
本作の主要登場人物たちである猫又の4人姉妹で、4人全員が人化の術を会得している。人間の町に住む猫又としては最後の一家で、東雲一族の始祖であるかぐらを「長女」とし、その子孫代々がかぐらと共に人里で暮らしてきた。現在はかぐらと、同じ母から生まれた3人が、武家屋敷風の住居を構えて人間3人猫1匹の家族を装って人間の暮らしを送っている。
千夜子と鈴は同じ中学校に通っており、後に美緒も人間社会を経験するため「体験入学」として鈴の学級に編入する。千夜子のみ妹たちとは学校の制服の色やデザインが異なっているが、これは鈴が入学した年度から制服が変更されたためである。
東雲 美緒（しののめ みお）
年齢14歳（外見10歳以下）、身長138cm、体重28kg、スリーサイズB67/W50/H70
本作の主人公。東雲家の三女で、トラ猫の猫又。のんびりとした性格で、誰に対してもですます調で話す。猫として生きた期間を含めた実年齢は14歳だが、人化の術の会得に何年も失敗し続けたため人間としての外見年齢は10歳相当のものとなっている。高い妖力を持つが、その素質を棒に振る形で人化の術の会得にこだわったため、何も妖術を習得できない落ちこぼれであるとされていた。
人化の術を会得したのは人間に強い好奇心や憧れを抱いていたためであるが、人間としての生活や価値観にはあまり馴染んでおらず、猫としての価値観や恋愛観で人間社会や姉妹たちの生活を見ている。人の目がある場所で裸になったり性的な話題を口にしたりすることに抵抗感がないなど、無邪気な言動で妹の鈴を慌てさせることもあるが、自分に嘘はつかず自由に生きるといった、猫としての価値観に反したことには妥協しない頑固な一面もある。作中において実年齢より1年下の中学1年生として編入するが、外見と釣り合わない年齢や非常識な奇行をごまかすため、同級生に対しては「長い間病院で闘病生活を送っていたため普通の生活をした経験がなく、リハビリの一環として妹のいる1年下の学級に編入して病状を観察することになった」という趣旨の、虚偽の説明をしている。
猫又の一族からはお姫様のように可愛がられており、猫からもアイドルのように慕われており、人間の同級生たちからも親切にされている。
東雲 千夜子（しののめ ちやこ）
年齢15歳、身長160cm、体重43kg、スリーサイズB77/W53/H80
東雲家の次女で、黒猫の猫又。中学3年生。妹たちからは「ちい姉さま」「ちー姉」と呼ばれている。長い黒髪と色白の肌を持ち、左目の下には泣きぼくろがある。
ビデオゲームや漫画やアニメといったサブカルチャー趣味に傾倒しており、鈴曰く「駄目オタク」。言動は辛辣で、鈴や美緒に意地悪な態度で接することが多く、猫としての生き方を捨てて人間としての生活を続けている理由も、肉球ではゲームコントローラも操作できないし同人誌も描けないからだとうそぶいて憚らない。その一方で妹たちの危機に際しては、心底楽しみにしていたテレビアニメの最終回を蹴って駆けつける一幕もあるなど、姉妹の中では最も情が深いとも、言動と内面が一致しない性格であるとも評されている。東雲家の中ではかぐらに次ぐ強さを持っており、作中では柵を爪で切り裂いたり大勢の人間を一瞬で叩きのめしたりといった身体能力の高さを披露している。
同じ作者による作品『俺の妹がこんなに可愛いわけがない』の主要登場人物である黒猫（五更瑠璃）とは口調や性格や外見的特徴が一致しており、一時期は同一人物ともスター・システムによる別人とも解釈できるように描写されたことがあった。詳細は「#他作品との繋がり」を参照。
東雲 鈴（しののめ りん）
年齢13歳、身長147cm、体重40kg、スリーサイズB71/W51/H74
東雲家の四女で、三毛猫の猫又。中学1年生。人間の姿でも三毛模様となっている髪をツインテールに結っている。美緒と異なり人間としての生活経験は長く、姉である美緒を妹のように溺愛しており、東雲家の家事炊事全般を切り盛りする役目も担っている。快活な性格で、千夜子とは口喧嘩してばかりいるが、一方でやや臆病で穏やかという隠れた一面もある。
かつて人間になって学校に通い始めたばかりの頃、奇妙な髪の色や人間社会に慣れていないゆえの奇行で苛められそうになったが、人間の同級生であるひかりに庇ってもらったという過去があり、そのこともあって人間の価値観に対する賛美や思い入れの感情が強く、人間と猫又が共存する世の中を夢見ている。多感な思春期を人間として過ごしており、人間の恋愛観などにも馴染んでいる半面、猫らしい生活とはすっかり疎遠になっているため、猫の姿に変身してもあまり猫らしく振る舞うことができず、猫としての俊敏さは美緒に遠く及ばない。
東雲 かぐら（しののめ かぐら）
東雲家の長女で、白猫の猫又。姉妹たちの保護者的な存在でもある。他の姉妹たちと異なり同じ母親から生まれた姉妹ではなく、「猫魈」と呼ばれる猫又の始祖の一匹であり、遥かな昔から代々の東雲家長女として生きている大妖怪である。普段は猫の姿となって東雲家の飼い猫のように過ごしているが、白い髪と赤い瞳を持つ人間の美女の姿に変身することもできる。
猫又の一族が人間の一族との間の便宜を図るという役割を果たすため、人間との関わりを持ち続けている。人間との交流を絶っている他の猫又たちと同様、古い確執から人間を嫌っており、妹たちが人化の術を習得することにも決して肯定的ではないが、妹たちが人間に興味を持ち人間と関わろうと決めたことについては全力で庇護しようと努めており、その点では他の猫又たちと価値観を異にしている。

### 猫又
東雲家以外の猫又は人間との交流を断っており、東雲家から程近い場所にある「御山」と呼ばれる霊峰に隠れ里を造って住んでいる。隠れ里に住む猫又は100歳以上の者が多数を占めている。作中における猫又の設定については「#用語・設定」を参照。
南雲 かんな（なぐも かんな）
隠れ里に住む三毛猫の猫又。かぐらと同じく「猫魈」の一匹で、年齢500歳以上の大妖怪。他の猫又同様、一族をあげて可愛がっていた美緒が人化の術を習得することについては以前から反対しており、それを止めようとしなかったかぐらとは意見が対立している。美緒からは「優しい親戚のお姉さん」として認識されているが、昔から不仲であるかぐらからは「三毛ババア」と呼ばれている。

### 猫
猫又と猫は意思疎通が可能であり、美緒は彼らを人間たちと同等の、猫又の同胞として認識している。野良猫たちは猫又を貴族のような存在として敬っているが、外の世界との交流がない飼い猫の場合はその限りではない。
クロ
野良猫の黒猫。生後10か月という若さながら地域の野良猫たちのリーダー的存在であり、人間から見ても美麗な容姿に恵まれ、猫の基準では「信じられないくらいの美形」であると形容されている。
かつて千夜子が好意を寄せていた猫だが、物語開始時点の千夜子は彼とは距離を置いており、人間として生きている自分とは一緒にいられないという理由から、辛辣な態度で接している。一方のクロは現在も千夜子を慕っており、美緒からその仲を応援されている。その後美緒による説得を経た後は、表向き千夜子の飼い猫のような関係となっており、屋敷の少女との対決では千夜子の呼びかけに応じ、大勢の野良猫と共に馳せ参じた。
チンチラちゃん
捨て猫のチンチラ。名前はない。檻に閉じ込められたままドブ川に捨てられ流されていたところを、ひかりに保護される。前の飼い主に苛められている他の猫たちを救って欲しいと、美緒と鈴に助けを求めた。

### 人間
猫又から見た人間たちは、猫とは異なる五感で世界を捉え、ときには制御できないこともある複雑な感情を抱えており、他人や自分に嘘をつくこともあり、複雑な掟やしがらみに縛られている存在である。人間の住む世界には悪い人間や怖い存在もあり、隠れ里に住む猫又たちにとっては恐怖の対象となっているが、猫や猫又と変わらない善き人間もいる。
西園 ひかり（にしぞの ひかり）
美緒が通うことになった鈴の学級の女子生徒で、鈴とは小学校からの親友。ライオンの鬣とも形容される金髪を持つ碧眼の美少女で、少年のような言葉使いをする。日本人と日本の外国人の両親を持つ混血だが、生まれ育ちは日本で、日本の文化を愛好し日本の格闘技も嗜んでいる。
過去、瞳や髪の色のことでいじめられていた鈴を庇い、いじめっ子たちを叩きのめした過去があり、また美緒が人間に失望しかけた際にも、その相手に啖呵を切っている。表向き気づかないふりをしているが、東雲家の姉妹たちが猫又であることを以前から悟っており、作中でそのことを明かされた後も鈴との変わらぬ友情を誓っている。上流階級の令嬢という家柄でもあるが、明言はされないもののその出自には蔑まれるような事情があったといい、10歳で母親に引き取られるまでは腕白に育ち、礼儀作法を学んだことがなかったという。
花村 桃恵（はなむら ももえ）
美緒、鈴、ひかりが通う1年1組の担任である女性教師。年齢は20代半ばで、縁無しの眼鏡をかけている。優しそうで柔らかな印象の、癒される雰囲気の持ち主で、生徒からは「モモちゃん」と呼ばれている。美緒にとっては生まれて初めて会話らしい会話をした人間である。
千夜子の元彼氏
千夜子が、自分に好意を寄せるクロへの当てつけとして交際を始めようとした相手。栗色の髪をしており容姿は端正、学校ではサッカー部の部長を務めている。交際を申し出たのは彼の側であるが、しかし千夜子からおたく趣味や、彼のことを性的な内容を伴うボーイズラブ同人誌のモデルにしていたことを得意気にカミングアウトされ、さらにはコスプレの小道具とも拷問器具ともつかない鞭といった私物を見せられると逃げ出してしまい、実質的な交際を始める前に元彼氏となってしまった。
お屋敷の女の子
大勢のメイドが働く大きな屋敷に住んでいるお嬢様で、年齢は13歳前後。ペットショップで高級な猫を買ってきては玩具のように扱い、飽きたら捨てている。そのことから美緒、鈴と敵対し、一時は美緒に人間に対する失望感を抱かせるが、一連の捨て猫事件の犯人を探していたひかりによって説教され、最終的には千夜子に成敗され、己の所業を悔い改める。
作中では名前で呼ばれる場面がなく、「女の子」「お嬢さま」などと呼ばれている。

## 用語・設定
作中の設定では、東雲一家のような猫又は、かぐらのような「猫魈」を始祖とする妖怪の一種であり、猫に似た別種の生き物であると定義されている。猫又は始祖を除けば生まれたときから猫又として母親から生まれ、また人間の伝承に伝わっている猫又とは異なり、尾が二又に分かれているわけではなく人を食い殺すこともないと説明されている。作中には猫又以外の妖怪は登場しないが、死んだ猫が化けて出る化け猫は猫又とは別種の存在であるという言及がある。
彼ら猫又は年齢を経るほど高い身体能力を持ち、20歳からは老化せず、作中では剣と魔法のファンタジーの設定に例えれば、人間に対するエルフのような存在であるとも解説されている。また様々な妖術を行使することもでき、10歳になった年の春から10年に1回ずつ新しい妖術を習得する機会を得る。ただし習得は術との相性が悪いと失敗することもあり、その場合は次の年になるまで再挑戦することができない。相性の良し悪しは努力で克服できるものではなく、持ち前の妖力が弱すぎても強すぎても失敗することがあり、人化の術の習得を5回目の挑戦でようやく成功させた美緒のような例は稀であるとされる。
猫又たちが使用する妖術の一つである人化の術は、猫の姿で生まれてくる猫又が猫としての暮らしと引き換えに人間の姿を得るための術であり、術を習得することによって10歳の人間の姿に転生する。人間となっても猫舌であるなど、猫としての特徴や本能の一部は残るが、五感は猫の時とは全く感じ方が変わってしまい、また必然的に人間としての精神的・社会的な葛藤にも向き合わねばならなくなる。人化の術を会得した後も一時的に猫の姿へと変身することが可能だが、人化の術を会得して何百年にもなるかぐらのような大妖怪でなければ、猫の姿を長時間維持することは非常に困難であるとされ、また服は変身時に脱げてしまうため人間に戻る際には素裸になってしまうという難点もある。逆に完全な人間の姿を保ち続けることはあまり難しくなく、人化の術を極めれば人間の姿を保ったまま獣の俊敏さを発揮することも可能になるが、最も安定するのは人間の姿に猫耳と猫しっぽを出した半人半獣の状態であるとされる。
猫又たちは山の隠れ里で暮らしており、東雲一家以外の猫又は人間との交流を断っているが、かつては人間と猫又が共存していた時代もあったとされる。東雲一家が住む町には人間と猫又が交流を持っていた頃の名残があり、猫又を祭神とする神社や「鎮猫祭」と呼ばれる祭事、戦時中に猫又が空襲（日本本土空襲）から町を護ったという伝説などが残されている。一般的には猫又の存在は人間たちの間で忘れられており、猫又の側も自分たちの存在を公にすることを避けているものの、東雲家のような存在の仲介によって、人間の行政機関との最低限の繋がりは維持されている。

## 他作品との繋がり
本作の主要登場人物である東雲千夜子と、『俺の妹がこんなに可愛いわけがない』の主要登場人物である黒猫（五更瑠璃）は、外見や設定に同一人物とも受け取れる共通点を持ち、舞台背景に繋がりがあるのか否かがファンの間で話題になった。『俺の妹がこんなに可愛いわけがない』の黒猫は、しばしば自分をフィクションの伝奇物語の登場人物と同一視するかような言動を発し、周囲にはアニメの台詞を真似た痛々しい妄言として受け取られているが、本作の千夜子は本物の「異形の力っぽいもの」を行使することが可能な、正真正銘の妖怪であるため、両者が同一人物であるか否かによって、超常現象のない普通の日常が舞台となっているはずの『俺の妹がこんなに可愛いわけがない』の描写の意味は大きく変わってしまう。作者の伏見つかさは、こうした共通点はあくまで『ねこシス』の企画が一時没になった際に、『俺の妹がこんなに可愛いわけがない』に設定が流用された結果であるとしているが、一方の作品しか読んでいない人も、両方の作品を読んで繋がりを想像している人も公平に楽しめるよう配慮した結果、しばらくの間は両者が同一人物とも別人であるとも解釈できるような形の描写が行われた。また、作者は本作の単行本あとがきで読者に対し、スター・システム的な面白さを感じて貰えたのであれば幸いである、という趣旨のコメントを発している。
ただしその後『俺の妹がこんなに可愛いわけがない』の展開やテレビアニメ化に際して、物語上で黒猫の家族について踏み込む必要が生じたため、結果として原作者自ら脚本を手掛けた『俺の妹がこんなに可愛いわけがない』のアニメ版第9話では、本作の東雲家とは異なった形の黒猫の家庭の様子が描かれた。なお『俺の妹がこんなに可愛いわけがない』のアニメ版第2話では、同作のヒロインである桐乃が使っているパソコンのデスクトップの背景として、『ねこシス』単行本表紙のイラストが用いられている描写が登場している。

## 制作背景
作品紹介では「ネコ耳ホームコメディ」と銘打たれており、作者の伏見つかさは、猫の視点から見た人間の世界を描くことを作品のテーマとして掲げつつも、「ほんわか優しいお話」を意図して書いていると述べている。
本作は、当初は2008年夏の発表を予定して2007年の秋から冬にかけて執筆が進められ、既に最終話の原稿が完成していたものの、一度企画が諸事情により没になり、その後『電撃文庫MAGAZINE』2009年1月号（2008年12月発売）より全4話の雑誌連載として復活したという経緯を持つ。なお連載が告知された際の仮題は平仮名表記の『ねこしす（仮）』。本作は、本作と同じ作者・同じイラストレーター・同じ文庫レーベルにより先んじて発表されたライトノベル『俺の妹がこんなに可愛いわけがない』のプロトタイプ的作品と位置付けられており、双方の作品には類似したシチュエーションやほぼ同じ設定の人物が登場するが、これは本作が一度没になり、それに替わって『俺の妹がこんなに可愛いわけがない』の企画が立ち上がった際に、設定や展開の一部が流用されたためであるとされる。両作品でイラストを描いているかんざきひろの人選も、元々はかんざきひろが魅力的な猫耳少女のイラストを得意としていることから、本作のために起用されたのであるという。
当初の構想では、猫の視点で人間の世界を見てきた主人公が最後に人間に対する審判を下すといった意味合いの、やや重い結末を予定していたというが、連載開始に当たっては作中の重い部分を除去し、優しく穏やかな雰囲気を前面に出すよう内容を改めたという。物語はエピローグとプロローグに挟まれた全4話の物語として完結しており、単行本が発売された2009年10月時点における原作者のブログによれば、発表の機会がなかった短編の構想はあるものの、続編の予定はないとしている。

## 既刊一覧
- 伏見つかさ（著） / かんざきひろ（イラスト） 『ねこシス』 アスキー・メディアワークス〈電撃文庫〉、2009年10月10日初版発行、ISBN 978-4-04-868071-4

このほか日本国以外では、台湾国際角川書店より繁体字中文版が「貓娘姊妹」のタイトルで出版されている。